# Hiệp hội Chế biến và Xuất khẩu Thủy sản Việt Nam
Hiệp hội Chế biến và Xuất khẩu Thủy sản Việt Nam là tổ chức xã hội nghề nghiệp phi lợi nhuận của những người và tổ chức, doanh nghiệp hoạt động trong lĩnh vực chế biến và xuất nhập khẩu thủy sản tại Việt Nam. Hội có tên giao dịch tiếng Anh là Vietnam Association of Seafood Exporters and Producers, viết tắt là VASEP
Hiệp hội thành lập ngày 12/6/1998. Điều lệ Hiệp hội hiện hành được sửa đổi và được Bộ Nội vụ phê duyệt tại Quyết định số 1172/QĐ-BNV ngày 12 tháng 11năm 2014 
Trụ sở Hội đặt tại địa chỉ Số 218 đường Nguyễn Quý Cảnh, KĐT An Phú-An Khánh, thành phố Thủ Đức, Thành phố Hồ Chí Minh.

## Mục tiêu
Mục tiêu của Hiệp hội là tập hợp, đoàn kết hội viên, hỗ trợ nhau hoạt động có hiệu quả, giúp nhau nâng cao giá trị, chất lượng, khả năng cạnh tranh của các sản phẩm thủy sản Việt Nam, bảo vệ quyền, lợi ích chính đáng, hợp pháp của hội viên, phát triển tạo nguồn nguyên liệu cho chế biến thủy sản, góp phần vào việc phát triển kinh tế - xã hội của đất nước .